# NGC 312
NGC 312 (други обозначения – ESO 151 – 6, AM 0054 – 530, PGC 3343) е елиптична галактика (E2) в съзвездието Феникс.
Обектът присъства в оригиналната редакция на „Нов общ каталог“.